# Schloss Kampan (Kaltern)

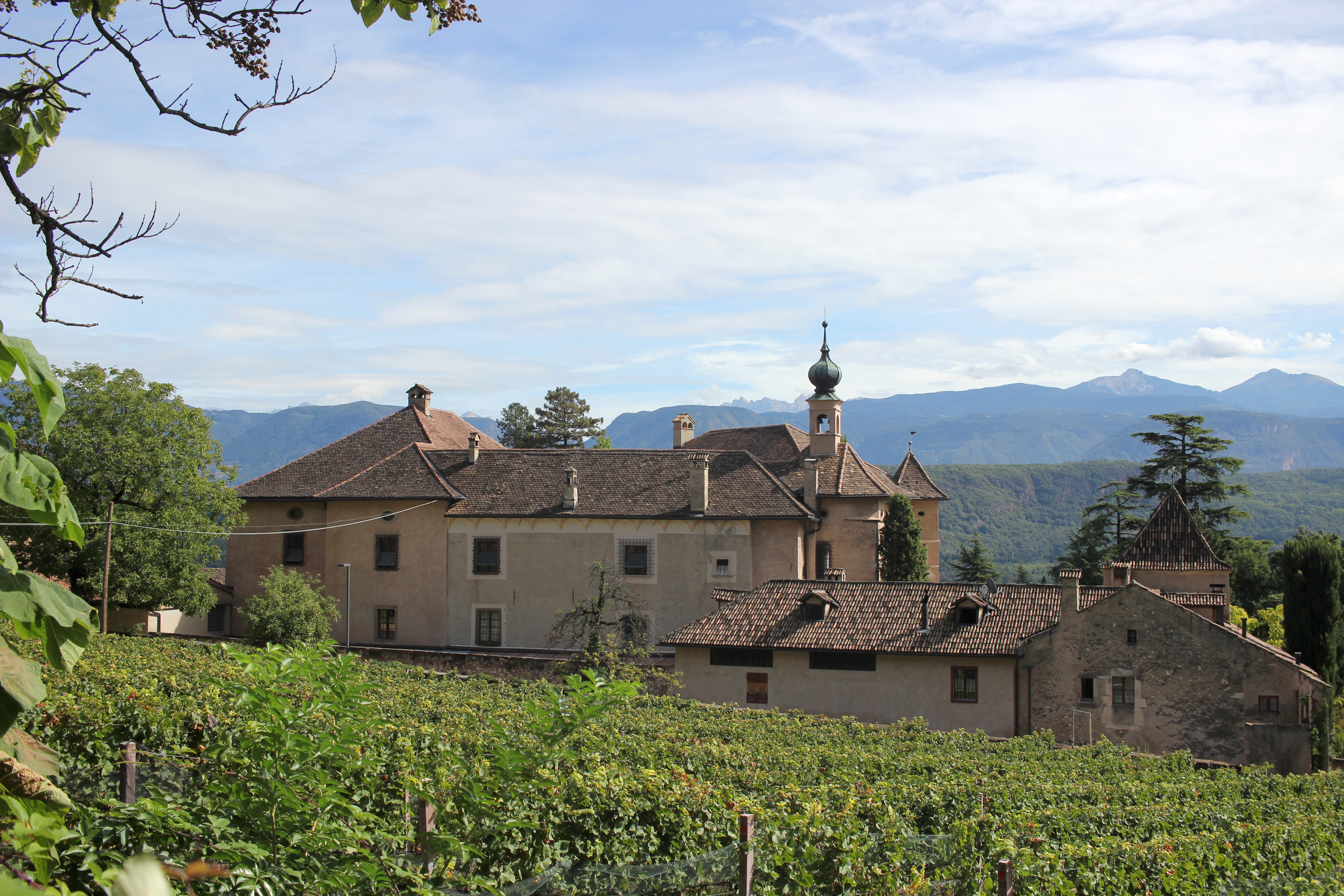
Schloss Kampan

Schloss Kampan, auch Campan, ist ein alter Ansitz in Mitterdorf, einem Ortsteil der Gemeinde Kaltern in Südtirol. Er ist zu unterscheiden von Schloss Campan in Brixen.

## Geschichte
Der Kern des Anwesens bildet ein mittelalterlicher Wohnturm, den 1268 Concius oder Konrad von Campan errichten ließ. Um 1353 bekleidete Heinrich von Campan das Amt des Pflegers von Kaltern. 1499 starb die Familie aus. Des letzten Campan, Daniel Ehefrau Hedwig geb. von Weineck brachte den Besitz an ihre Familie. Spätere Eigentümer waren: 1536 die Künigl, bis 1562 Jakob von Saal. 1563 verlieh die Äbtissin des Klosters Sonnenburg, Barbara von Caldes den Wohnturm Campan an Hans Jakob Römer von Maretsch. 1574 besaß das Lehen der stellvertretende Landeshauptmann an der Etsch Lukas Römer von Maretsch. Nachgehend gehörte es den Mor von Morenberg und von 1598 bis 1641 den Thun und Hohenstein. Am 31. Dezember 1640 erwirbt den Ansitz der Gerichtsschreiber von Neuhaus und späterer Bergrichter von Nals und Terlan Hans Christoph Engel aus Bozen, der seit 1643 den Namen Engelsburg und Kampan als Prädikat führte. 1649 erbten Schloss und Prädikat des letzteren Tochter Anna Elisabeth, verheiratet mit Bartholomäus Franzin. 1690 veräußerten die Künigl Kampan an die Freiherren von Tannenberg. Die Hauskapelle St. Notburga wurde 1804 von Karl Bischof von Chur neu geweiht. 1850 kam der Ansitz durch Erbschaft an die Grafen von Enzenberg die Kampan noch heute als Hauptsitz bewohnen. 1858 erfolgte eine Restaurierung. Seit dem 3. Oktober 1951 steht das Schloss unter Denkmalschutz. In und um die Anlage wird heute von den Eigentümern Weinbau betrieben.

## Beschreibung
Als ältester Gebäudeteil gilt der Westtrakt mit einer holzgetäfelten Stube bez. 1514, der Südosttrakt wurde 1580 von SiIvestro del Gallo und der Nordtrakt an der Wende vom 18. zum 19. Jahrhundert errichtet. Des Weiteren gehört zur Anlage ein mittlerer Innenhof mit einer zweistöckigen Loggia, die Hauskapelle St. Notburga, 1792 von Ignaz von Tannenberg erbaut, mit einem Altar das die Anbetung der Dreifaltigkeit zeigt, ein historischer Weinkeller und ein Landschaftspark. Die alte Kapelle, deren Patrozinium unbekannt ist, lag im Erdgeschoss neben der Stiege und wurde 1414 von Heinrich Campaner erbaut. Sie besitzt ein Tonnengewölbe und wurde später mit Szenen aus dem Leben Mariens und anderen Heiligen bemalt. 

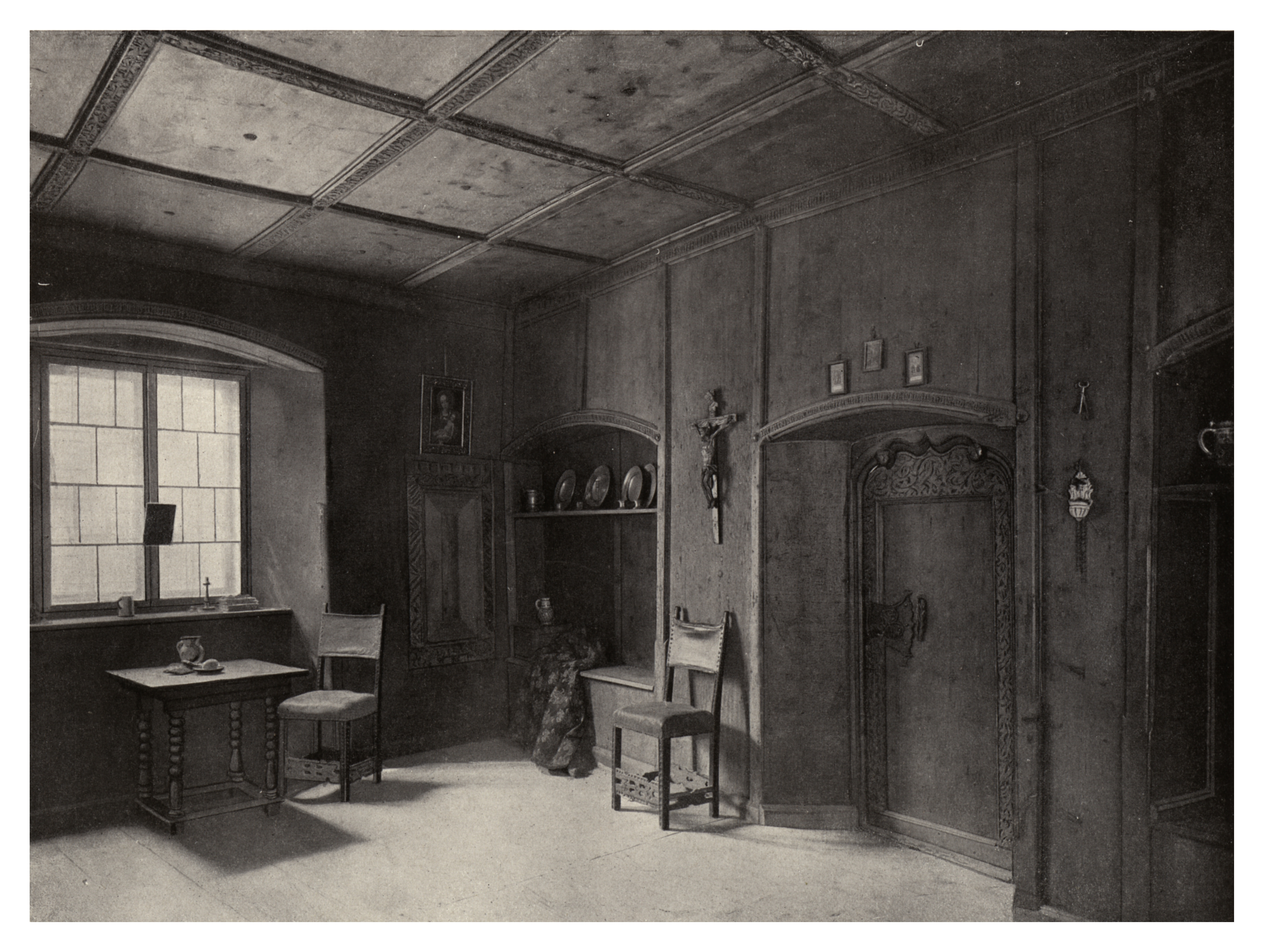
Stube von 1514
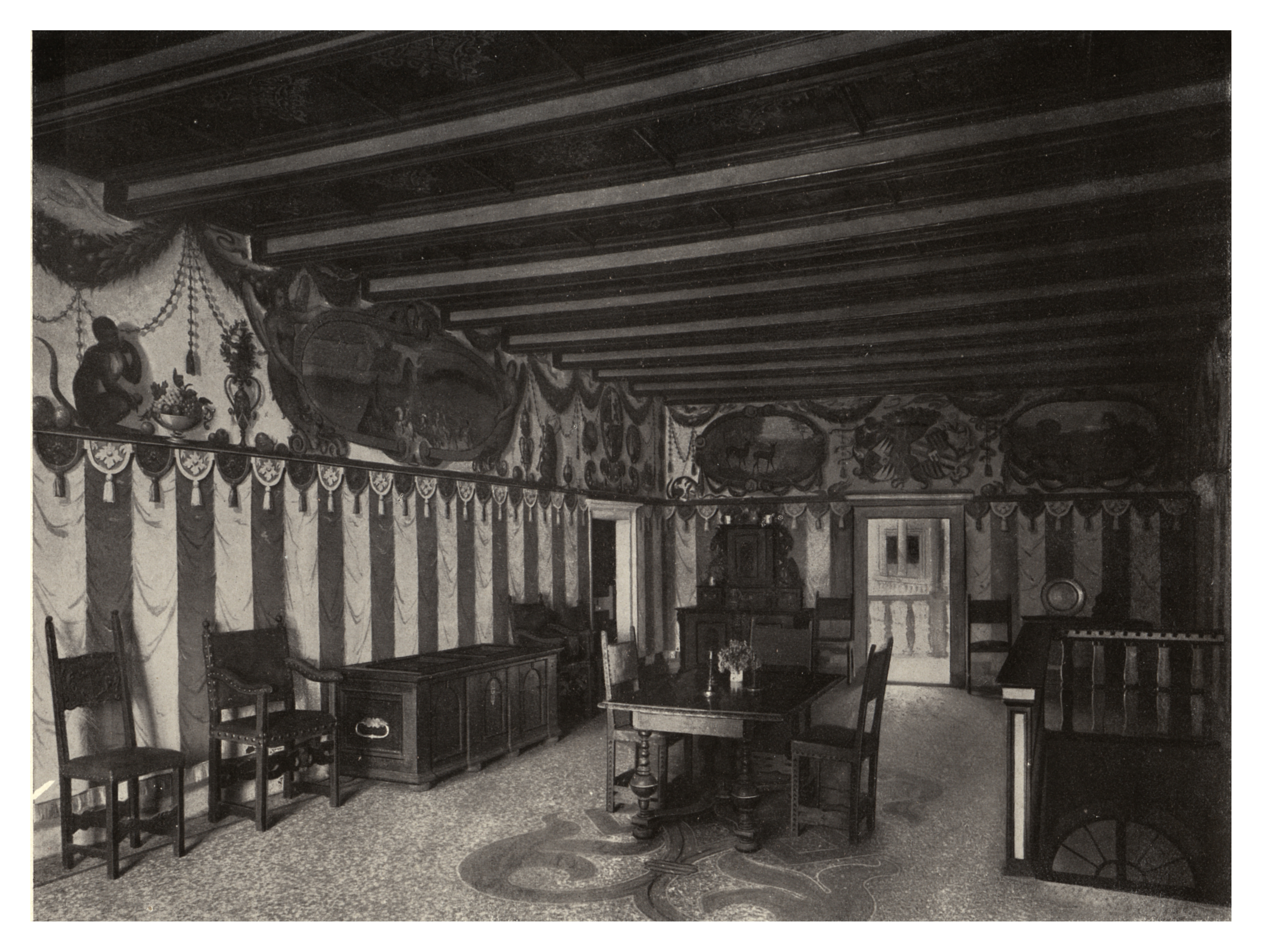
Vorsaal